# Никола Лалчев
Никола Здравчев Лалчев е български комунист, офицер, генерал-майор от Държавна сигурност.

## Биография
Роден е на 11 февруари 1932 г. в Брезово. Член на РМС от 1932 г., а на БКП от 1954 г. През 1951 г. е избран за секретар на Общоминния комитет на ДСНМ в Мадан. Между 1952 и 1955 г. отбива военната си служба. През 1957 г. става първи секретар на Околийския комитет на ДКМС в Мадан. През 1959 г. завършва комсомолската школа в Москва и при завръщането си е определен за секретар на Окръжния комитет на ДКМС в Смолян. По-късно е първи секретар на комитета. Член на ЦК на ДКМС. От 1962 до 1965 г. учи във Висшата партийна школа при ЦК на КПСС. От 5 април 1966 г. е заместник-началник на Окръжно управление на МВР.-Смолян. От 23 януари 1968 г. е началник на Окръжно управление на МВР-Смолян. От 1974 г. е председател на Изпълнителния комитет на Окръжния народен съвет в Смолян. До 23 януари 1984 г. е началник на управление „Тил“ на МВР. След това е първи секретар на Районния комитет на БКП в МВР (от 23 януари 1984), както и председател на Контролната ревизионна комисия към МВР. През 1986 г. е награден с орден „Народна република България“ I степен за участие във Възродителния процес.